# UTC−05:00

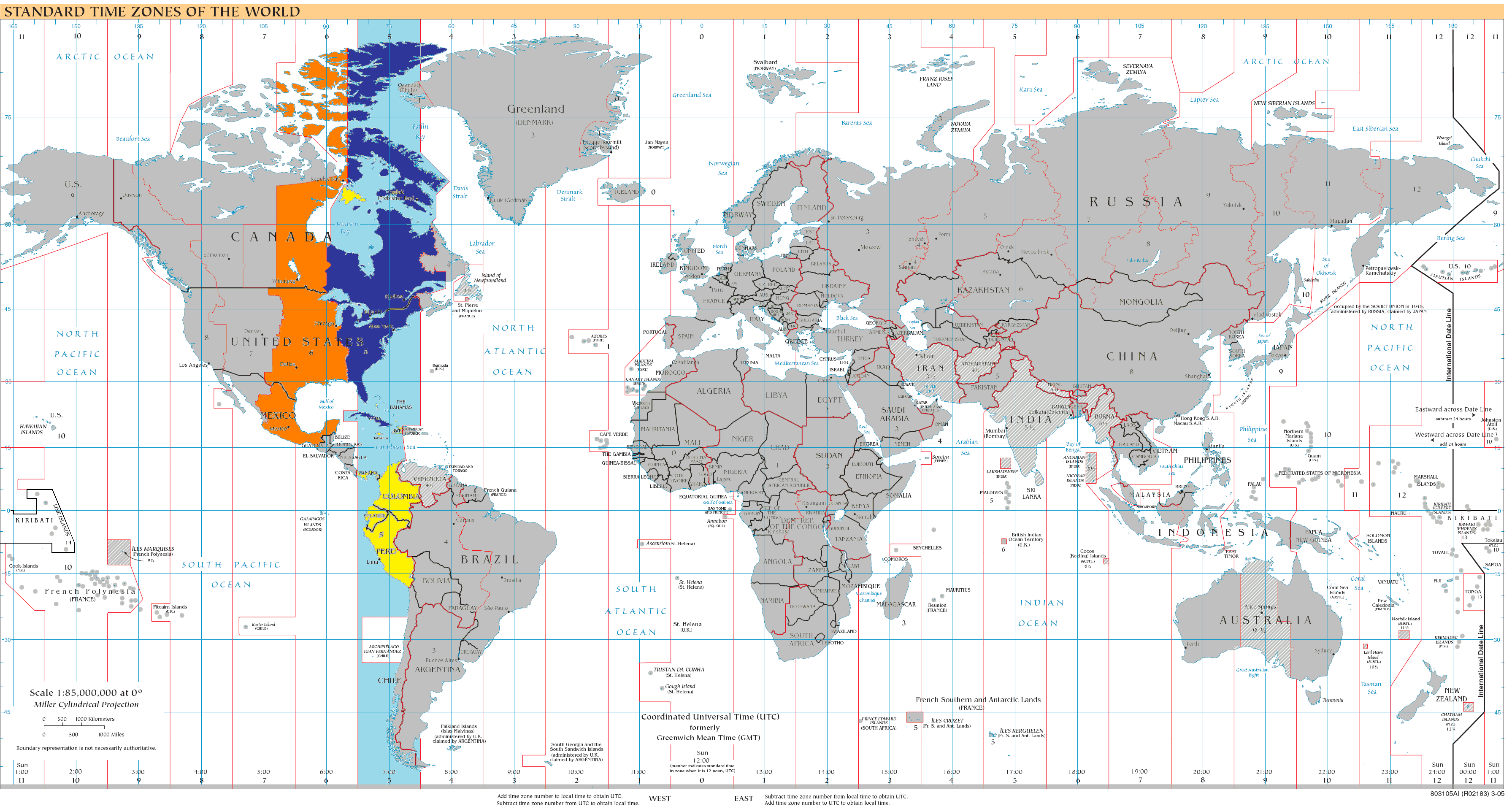
UTC-05:Blau (desembre), taronja (juny), groc (l'any sencer), blau clar (àrees marines)

UTC−05:00 és una zona horària d'UTC amb 5 hores de retard de l'UTC. El seu codi DTG és R -Romeo.

## Zones horàries
- Eastern Standard Time (EST)
- Ecuador Time (ECT)
- Acre Time (ACT)
- Colombia Time (COT)
- Peru Time (PET)

Horaris d'estiu
- Central Daylight Time (CDT)
- Easter Island Daylight Time (EADT)

## Franges

### Temps estàndard (l'any sencer)
- Canadà
  - Illa Southampton
- Regne Unit
  -  Illes Caiman
- Haití
- Jamaica
- Panamà
- Colòmbia
- Equador (excepte Illes Galàpagos)
- Perú

### Temps estàndard (hivern a l'hemisferi nord)

#### Eastern standard time
Aquestes zones utilitzen el UTC-05:00 a l'hivern i el UTC-04:00 a l'estiu.
- Bahames
- Cuba
- Regne Unit
  - Illes Turks i Caicos
- Canadà
  - Ontario (excloent les àrees a l'oest de Thunder Bay)
  - Quebec (excloent Extrem Orient Côte-Nord i les Illes de la Magdalena)
  - Nunavut (inclosa la part de la península de Melville i la majoria d'Ellesmere i part de l'Illa de Baffin, incloent Iqaluit)
- Estats Units
  - Carolina del Nord
  - Carolina del Sud
  - Connecticut
  - Delaware
  - Geòrgia
  - Maine
  - Maryland
  - Massachusetts
  - Nou Hampshire
  - Nova Jersey
  - Nova York
  - Ohio
  - Pennsilvània
  - Rhode Island
  - Vermont
  - Virgínia
  - Virgínia de l'Oest
  - Florida (la majoria de l'estat)
  - Indiana (la majoria de l'estat)
  - Michigan (la majoria de l'estat)
  - Kentucky (la meitat oriental)
  - Tennessee (terç oriental)

### Temps d'estiu (estiu a l'hemisferi nord)
Aquestes zones utilitzen el UTC-06:00 a l'hivern i el UTC-05:00 a l'estiu.

#### Central Daylight Time
- Canadà
  - Manitoba
  - Nunavut ((est) la major part de la Regió de Kivalliq i part de la Regió de Qikiqtaaluk)
  - Ontario (part nord-oest)
- Estats Units
  - Alabama
  - Arkansas
  - Illinois
  - Iowa
  - Louisiana
  - Minnesota
  - Mississipi
  - Missouri
  - Wisconsin
  - Oklahoma
  - Kansas (excepte als comtats de Sherman, Wallace, Greeley i Hamilton, situats a la frontera de Colorado)
  - Nebraska (dos terços oriental)
  - Dakota del Sud (meitat oriental)
  - Dakota del Nord (excepte quadrant sud-oest)
  - Texas (la majoria de l'estat)
  - Florida (a l'oest del Panhandle Apalachicola River)
  - Indiana cantonades sud-oest i el nord-oest
  - Kentucky (la meitat occidental)
  - Michigan (Península superior-oest)
  - Tennessee (dos terços occidentals)
- Mèxic (excepte Baixa Califòrnia, Baixa Califòrnia Sud, Chihuahua, Nayarit, Sinaloa i Sonora)

### Temps d'estiu (estiu a l'hemisferi sud)
- Xile
  - Illa de Pasqua

## Geografia
UTC-05 és la zona horària nàutica que comprèn l'alta mar entre 82,5°O i 67,5°O de longitud. En el temps solar aquest fus horari és el corresponent el meridià 75° oest.

## Història
La part oriental de Quintana Roo a Mèxic va seguir durant 17 anys (del 1982 al 1998) la zona horària d'Eastern Time Zone, UTC-5 a l'hivern.
Ara a l'hivern segueix la zona horària d'UTC-06:00.